# Seleção Dinamarquesa de Basquetebol
A Seleção Dinamarquesa de Basquetebol é a equipe que representa a Dinamarca em competições internacionais da modalidade.